# Zbrojni
Zbrojni (ang. Men at Arms) – humorystyczna powieść fantasy Terry’ego Pratchetta, wydana w 1993 (tłumaczeniem zajął się Piotr W. Cholewa). Jest to piętnasta część długiego cyklu Świat Dysku. W Polsce wydana w roku 2002 przez wydawnictwo Prószyński i S-ka (ISBN 83-7337-201-6).

## Fabuła
Edward d’Eath, potomek zubożałego rodu szlacheckiego, postanawia odnaleźć potomka dawnych królów Ankh-Morpork i doprowadzić do jego koronacji, niezależnie od tego, ile trudów i ofiar by to wymagało.
Jakiś czas potem z muzeum Gildii Skrytobójców ginie wyjątkowo niebezpieczne urządzenie i dochodzi do szeregu, jak się zdaje, przypadkowych morderstw.
Kapitan Samuel Vimes, dowódca Straży Nocnej Ankh-Morpork, podejmuje śledztwo – pomimo że rządzący miastem Patrycjusz mu tego zabronił. Ma niewiele czasu, bo za trzy dni zamierza poślubić Sybil Ramkin, najbogatszą kobietę w Ankh-Morpork. W związku z tym będzie zmuszony stać się statecznym dżentelmenem, a także opuścić straż miejską i zostać cywilem. W śledztwo miesza się także Straż Dzienna.
A w Straży Nocnej robi się naprawdę ciekawie po tym, jak zostają do niej przyjęci nowi rekruci: troll Detrytus, krasnolud Cuddy i Angua, która jako wilkołak, na kilka nocy w miesiącu staje się wilkiem.

## Tłumaczenie nazw własnych
Nazwy własne trzech głównych bohaterów w oryginale pełnią funkcję ekspresywną. Tracą ją jednak w polskim tłumaczeniu. Ponadto pięć onimów, w oryginale pełniących funkcję poetycką, także tracą ją tekście polskim brzmiąc po prostu jak nazwiska obcojęzyczne, np. Lord d’Eath oraz Mr d’Eath.